# IPDirector
 (février 2024).
IPDirector est une suite logicielle qui permet de numériser, encoder, gérer, rechercher et effectuer un suivi du contenu vidéo et de contrôler entièrement la production via les serveurs XT3 dans un environnement réseau de broadcast. IPDirector est commercialisé par la société liégeoise EVS.
IPDirector, permet de contrôler la numérisation, la gestion des métadonnées, le montage à la volée et la planification de la diffusion, le tout à partir d’une seule et même interface. 
Exécutée sur un poste de travail Microsoft Windows, la suite IPDirector permet à tous les membres d’une équipe de production de partager le contenu, les montages et les métadonnées. La suite logicielle peut être utilisée avec des éditeurs tiers et simplifie le transfert des médias vers les outils de postproduction ou un système d’archivage.
Ce programme a été utilisé à très large échelle au cours de tous les derniers[Quand ?] grands évènements sportifs mondiaux : coupe du monde de football, rugby, MotoGP et Jeux olympiques,,, et est actuellement[Quand ?] utilisé dans des grands studios du monde entier : BBC Football Programmes, NBC, France 2, Sky,, RTL-TVi, CCTV,...